# Terpios zeteki
Terpios zeteki es una especie de esponja de mar de la clase Demospongiae. Posee lóbulos que pueden alcanzar hasta 6 cm de largo y hasta 3 cm de ancho. Es de color verde oliva; la parte basal de los lóbulos puede presentar una coloración naranja. La superficie es rugosa, con pequeñas protuberancias sobresalientes. La abertura de los ósculos varía entre 2 y 5 mm de diámetro. La consistencia es firme y es poco compresible. En estado preservado tiñe de negro el alcohol.

## Anatomía
El ectosoma es rugoso, constituido por una dermis delgada y resistente. En el endosoma se aprecian dos porciones: una central, densa y de color naranja (A99;(M40-50, C00)), con abundantes microcavernas.

## Espículas
Presenta un solo tipo de espículas, megascleras monoactinas del tipo tilostilo, con un amplio intervalo de longitudes; el extremo redondeado de estas espículas puede ser esférico, oval o ligeramente lobulado.

## Distribución
- Atlántico tropical americano: costa atlántica de Panamá.
- Región indo-pacífica: Hawái.
- Pacífico tropical americano: golfo de California; costa pacífica de Panamá.

## Referencia bibliográfica
- Díaz, Humberto; Bevilacqua, Marina; Bone, David (1985). «Esponjas en Manglares del Parque Nacional Morrocoy». Acta Científica Venezolana. Fondo Editorial. p. 27. (depósito legal lf 84-3508).

- Datos: Q6142855